# Generalstaatsanwaltschaft Nürnberg

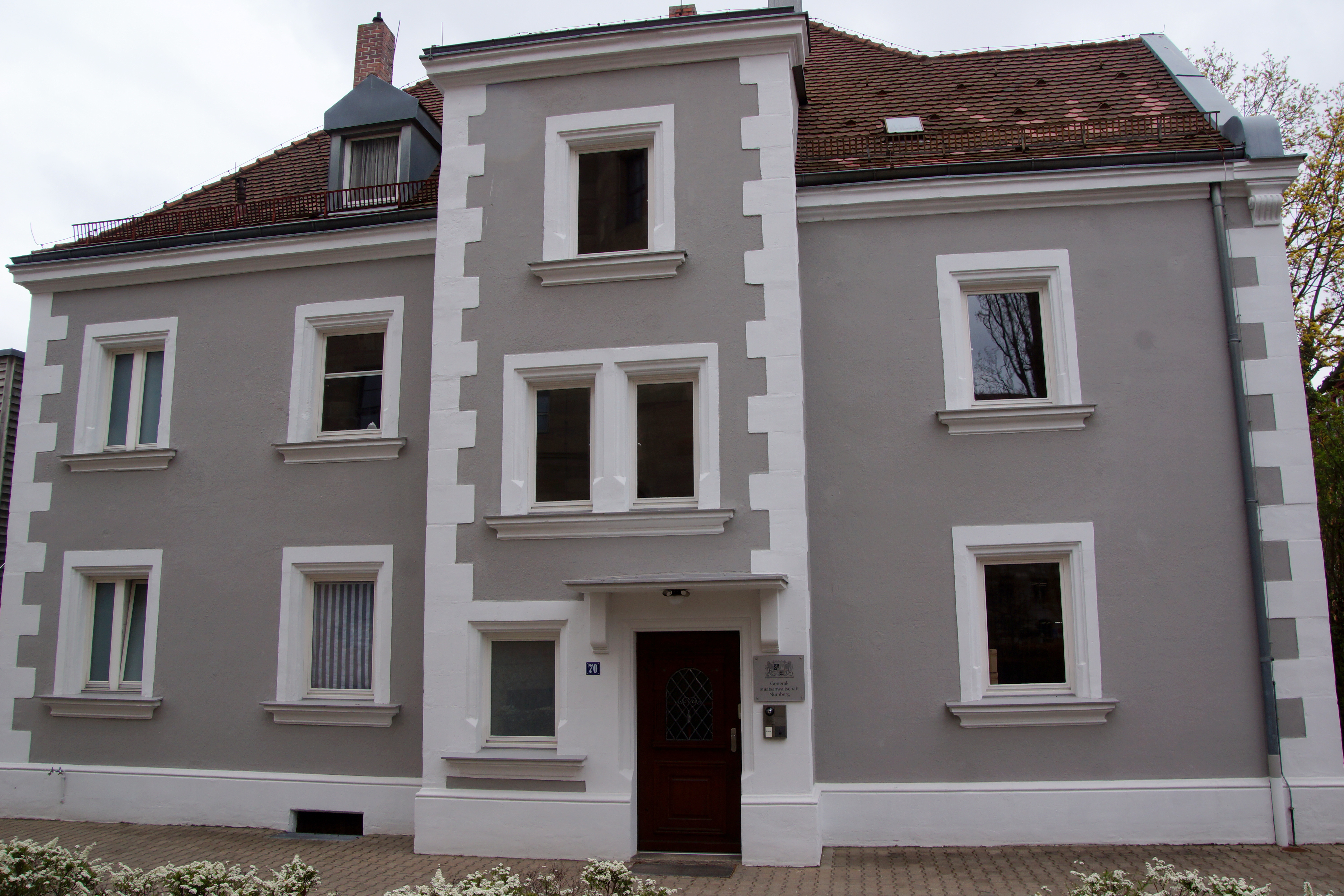
Damaliges Gebäude der Generalstaatsanwaltschaft Nürnberg in der Bärenschanzstraße 70 im Jahr 2021

Die Generalstaatsanwaltschaft Nürnberg ist eine von 24 Generalstaatsanwaltschaften in der Bundesrepublik Deutschland und eine von drei Generalstaatsanwaltschaften im Freistaat Bayern.
Dienstsitz ist seit 2022 die Südliche Fürther Straße 20 in Nürnberg. Leiter ist seit 1. August 2022 Andreas Wimmer.

## Gliederung und Zuständigkeiten
Der Geschäftsbereich der Generalstaatsanwaltschaft Nürnberg entspricht dem Bezirk des Oberlandesgerichts Nürnberg und umfasst damit die Regierungsbezirke Mittelfranken, Oberpfalz sowie Teile von Niederbayern mit insgesamt über drei Millionen Einwohnern.
In der Fläche wird die Generalstaatsanwaltschaft durch die fünf Staatsanwaltschaften Amberg, Ansbach, Nürnberg-Fürth, Regensburg und Weiden vertreten und nimmt die Fach- und Personalaufsicht für diese nachgeordneten Behörden wahr. Insgesamt sind bei den Staatsanwaltschaften des Bezirks 468 Mitarbeiter beschäftigt, darunter 169 Staatsanwälte. Als Mittelbehörde untersteht die Generalstaatsanwaltschaft ihrerseits der Dienstaufsicht des bayerischen Justizministeriums.
Zudem beherbergt die Behörde seit September 2020 auch die „Bayerische Zentralstelle zur Bekämpfung von Betrug und Korruption im Gesundheitswesen“ (ZKG). Sie besetzt die bayernweite Zuständigkeit für Ermittlungs- und Strafverfahren bei Korruptions- und Vermögensstraftaten, die durch Angehörige der Heilberufe mit staatlich geregelter Ausbildung im unmittelbaren Zusammenhang mit ihrer Berufsausübung begangen werden.

## Leiter
- 1947–1978: ?
- 1978–1996: Kurt Pfeiffer
- 1996–2005: Heinz Stöckl
- 2005–2008: Roland Helgerth
- 2008–2011: Klaus Hubmann
- 2011–2017: Hasso Nerlich
- 2017–2020: Lothar Schmitt
- 2020–2022: Walter Kimmel
- seit 2022: Andreas Wimmer